# Eric-Jan Lens
Eric-Jan Lens (25 december 1968) is een Nederlands acteur en poppenspeler die onder meer heeft gespeeld in Koekeloere, Leesdas Lettervos Boekentas en Huisje, Boompje, Beestje.
Nadat Lens zijn studie Internationaal Recht aan de Universiteit Leiden had afgerond, besloot hij dat hij liever bij het toneel wilde werken. Vanaf 1993 volgde hij hiervoor verscheidene opleidingen en masterclasses. Sinds 1999 speelt hij bij Theater Terra. Hij speelde in onder meer de musical The Lion King.
In 2007 werden er voor het kinderprogramma Sesamstraat twee nieuwe poppenspelers gezocht. Lens deed auditie en werd aangenomen voor de rol van Stuntkip, een pop die altijd voorkomt in combinatie met het personage Angsthaas. De poppen, en dientengevolge hun spelers Jogchem Jalink en Lens, spelen sinds 2008 een rol in Sesamstraat. Alvorens ze aan hun baan begonnen, werden beide poppenspelers getraind door Bert Plagman en de Amerikaanse 'Muppet Captain' Kevin Clash.
In 2008 verscheen Lens' eerste jeugdboek 'Fiets foetsie', voor kinderen van de bovenbouw die moeite hebben met lezen.